# Ла Мукија (Арецо)
Ла Мукија је насеље у Италији у округу Арецо, региону Тоскана.
Према процени из 2011. у насељу је живело 42 становника. Насеље се налази на надморској висини од 253 м.